# Liên Xô trong Chiến tranh thế giới thứ hai

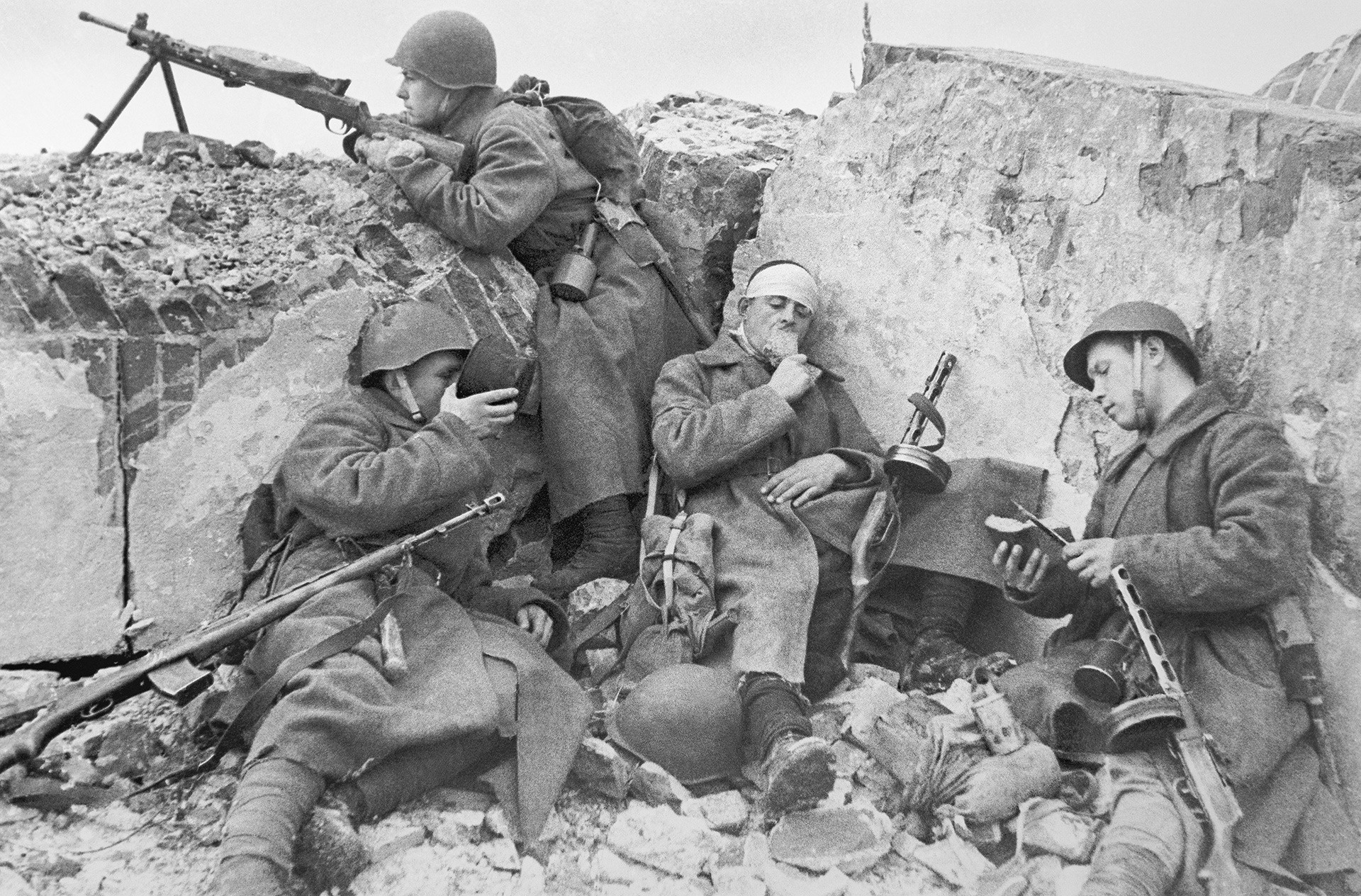
Những người lính Xô viết của Mặt trận phía Đông trong một thời gian nghỉ ngơi ngắn sau khi chiến đấu, ngày 1 tháng 4 năm 1944

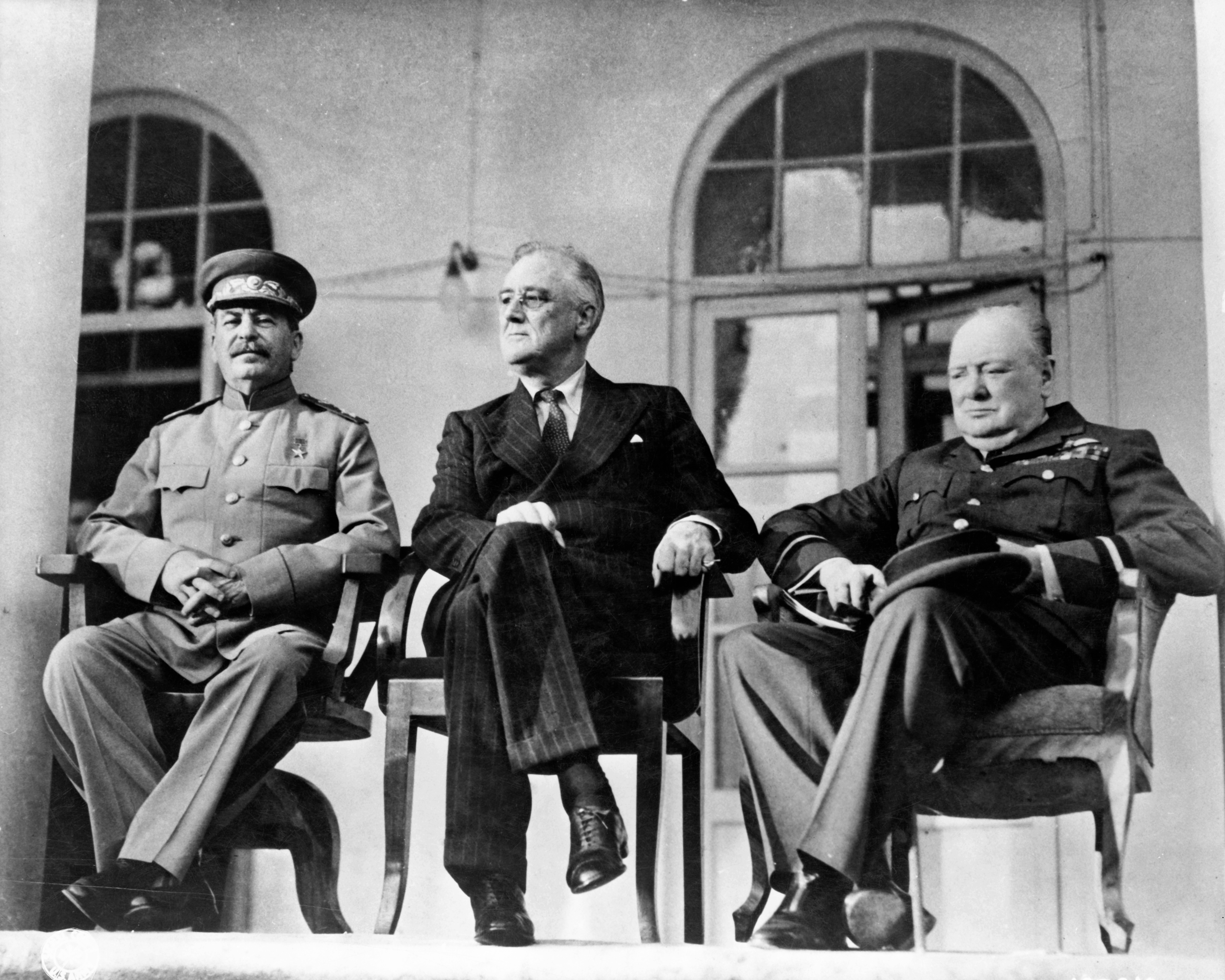
Stalin, Roosevelt và Churchill tại Tehran Conference, tháng 11 năm 1943

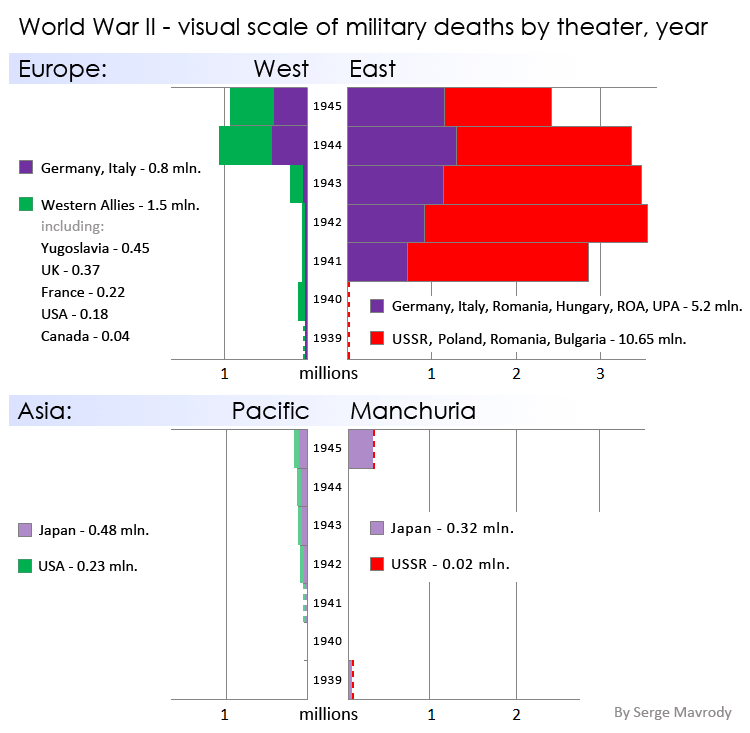
Mốc thời gian và thương vong quân sự của Liên Xô ở châu Âu và châu Á, trong chiến tranh.

Liên Xô đã ký một Hiệp ước không xâm lược với Đức Quốc xã vào ngày 23 tháng 8 năm 1939. Ngoài các quy định không xâm lược nhau, Hiệp ước còn bao gồm một nghị định thư bí mật phân chia lãnh thổ các nước Romania, Ba Lan, Litva, Latvia, Estonia, Belarus, Ukraina, và Phần Lan vào "khu vực chịu ảnh hưởng" của Đức và Liên Xô, dự đoán tiềm năng "sắp xếp lại lãnh thổ và chính trị" của các quốc gia này. Joseph Stalin và Adolf Hitler sau đó đã từ bỏ các đề xuất sau khi Liên Xô gia nhập Hiệp ước Phe Trục.
Đức xâm chiếm Ba Lan vào ngày 1 tháng 9 năm 1939. Stalin đợi đến ngày 17 tháng 9 trước khi tiến hành xâm lược Ba Lan. Một phần của vùng Karelia và Salla của Phần Lan bị Liên Xô sáp nhập sau chiến tranh Mùa Đông. Tiếp theo là sự sáp nhập của Liên Xô đối với Estonia, Latvia, Litva, và một phần của Romania (Bessarabia, miền bắc Bukovina và vùng Hertza). Chỉ đến năm 1989, Liên Xô mới thừa nhận sự tồn tại bí mật của hiệp ước Đức-Liên Xô về các đơn vị quy hoạch của các vùng lãnh thổ này. Cuộc xâm lược của Bukovina đã vi phạm Hiệp ước Molotov-Ribbentrop, vì nó vượt ra ngoài phạm vi ảnh hưởng của Liên Xô đã đồng ý với Phe Trục.
Vào ngày 22 tháng 6 năm 1941, Hitler đã phát động một cuộc xâm chiếm Liên Xô. Stalin tự tin rằng toàn bộ cỗ máy chiến tranh Đồng minh sẽ ngăn chặn được Đức, và với Lend-Lease (Chính sách Lend-Lease, có tên chính thức là Một Đạo luật Thúc đẩy Phòng thủ của Hoa Kỳ, là một chương trình mà theo đó Hoa Kỳ cung cấp cho Vương quốc Anh, Nước Pháp Tự do, Cộng hòa Trung Hoa và sau đó là Liên Xô và các quốc gia Đồng minh khác thực phẩm, dầu mỏ và vật chất từ năm 1941 đến năm 1945. Wikipedia (tiếng Anh))(cho vay không lấy lãi) từ phương Tây, Liên Xô đã chặn Wehrmacht cách Moscow 30 km. Trong bốn năm tiếp theo, Liên Xô đã đẩy lùi các cuộc tấn công của phe Trục, chẳng hạn như trong Trận Stalingrad và Trận Kursk, và tiến tới chiến thắng trong các cuộc tấn công lớn của Liên Xô như cuộc tấn công Vistula – Oder.
Phần lớn cuộc chiến của Liên Xô diễn ra trên Mặt trận phía Đông, bao gồm cuộc chiến tranh tiếp diễn với Phần Lan - nhưng nó cũng xâm lược Iran (tháng 8 năm 1941) với sự hợp tác của người Anh và cuộc chiến tranh tấn công Nhật Bản (tháng 8 năm 1945). Chiến tranh biên giới trước đó cho đến năm 1939.
Stalin đã gặp Winston Churchill và Franklin D. Roosevelt tại hội nghị Tehran và bắt đầu thảo luận về một cuộc chiến tranh hai mặt trước Đức và tương lai của châu Âu sau chiến tranh. Cuối cùng, Berlin đã thất thủ từ tháng 4 năm 1945. Chống lại cuộc xâm lược của Đức và thúc đẩy chiến thắng ở phía Đông đòi hỏi một sự hy sinh to lớn của Liên bang Xô Viết, vốn đã chịu thương vong cao nhất trong chiến tranh, mất hơn 20 triệu người.